# Kampanja na Marijanskim otocima i otočju Palau
Kampanja na Marijanskim otocima i otočju Palau (poznata i pod kodnim nazivom Operacija Forager) bila je američka vojna operacija u Drugom svjetskom ratu u sklopu njihova napredovanja prema Japanu. Nakon uspješnih akcija na Gilbertovim i Maršalovim otocima, američke su snage, pod zapovjedništvom admirala Nimitza, krenule u osvajanje Marijanskih otoka i Palaua. Cilj kampanje bila je neutralizacija japanskih položaja na središnjem Pacifiku i izgradnja zrakoplovnih uzletišta za daljnje oslobođenje Filipina i potencijalne zračne napade na Japan.
Prve borbe započele su iskrcavanjem američkih snaga na otok Saipan u lipnju 1944. godine. Kao odgovor na iskrcavanje, japanska je mornarica pokrenula zračni i pomorski napad ne bi li nanijela gubitke pratećem brodovlju koje je podupiralo iskrcavanje. To je rezultiralo velikom pomorskom bitkom kod Marijanskog otočja.
Međutim, japanski su lovci uočeni na radaru te im bolje koordinirani i uvježbani američki piloti nanose velike gubitke. Amerikanci su taj događaj prozvali "The Great Mariana Turkey Shoot", zbog lakoće kojom su uništavali neprijateljske zrakoplove. Tim je porazom japanska mornarica bila uvelike oslabljena i do kraja rata nije uspjela nadoknaditi gubitke, posebno nosače zrakoplova.
Nakon toga, operacije se, u srpnju iste godine, nastavljaju na otocima Guam i Tinian. Poslije teških borbi, Saipan je osiguran u srpnju, a Guam i Tinian u kolovozu. Uzletišta na Saipanu i Tinianu poslužila su za kasnije bombardiranje Japana, uključujući i atomsko bombardiranje Hirošime i Nagasakija.
U međuvremenu, kako bi osigurali bok ostatku američkih snaga koji se pripremaju za akciju na Filipinima, pokrenute su operacije na otocima Peleliu i Angaur. Nakon teških i žestokih borbi, Peleliu je osiguran u studenom 1944. godine. Praćena tim uspjehom, izvedena je i operacija oslobođenja Filipina u listopadu 1944. godine te kasnije operacije na otocima Iwo Jima i Okinawa u siječnju 1945. godine.

## Vanjske poveznice
- (engl.) Kampanja na otočju Marijana i Palau